# Harrah's Las Vegas
Harrah's Las Vegas es un hotel y casino localizado en el famoso strip de Las Vegas en Paradise, Nevada. La propiedad es operada y propiedad de Harrah's Entertainment.
El hotel tiene 2,677 habitaciones con un casino de 87,000 pies cuadrados (8,051 m²) de espacio. El hotel consiste en varias torres, la más alta tiene 35 pisos. 
Hay un monorriel que conecta al hotel, y transporte gratis al hotel Rio.

## Historia
Fue inaugurado en 1973 como el Holiday Casino. Cuando abrió por primera vez, la parte frontal del edificio tenía forma de barco de vapor, lo que causó confusión entre los turistas, al confundirlo con el casino Showboat. La propiedad fue renombrada a Harrah's en 1992.
En 1997, Harrah's renovó la propiedad, cambiando el tema anterior y reemplazándolo con un tema estilo "fiesta de carnaval". La torre fue expandida y le agregaron 986 habitaciones. La renovación incluía seis figuras gigantes de juglares de 22,000 libras cada una y enchapadas en oro. Construidos en acero y resina de poliéster reforzada con vidrio, los bufones de pie alcanzan los 32 metros de altura y pies de la talla 43.
En el día de la gran apertura Harry Connick, Jr. actuó en el salón del carnaval. Tino Wallenda, hijo del legendario "caminante sobre la cuerda floja" Karl Wallenda, cruzó caminando sobre un cable de acero de un pie de delgado y 139 pies de largo, a 99 pies del suelo. Algunas de las celebridades incluidas en el evento fueron: Sidney Poitier, Sandra Bullock, Minnie Driver, Stephen Baldwin, Lea Thompson, Mike Bergin, Dick Butkus, Steve Wynn y su esposa, Elaine.